# Franciszek Nowodworski

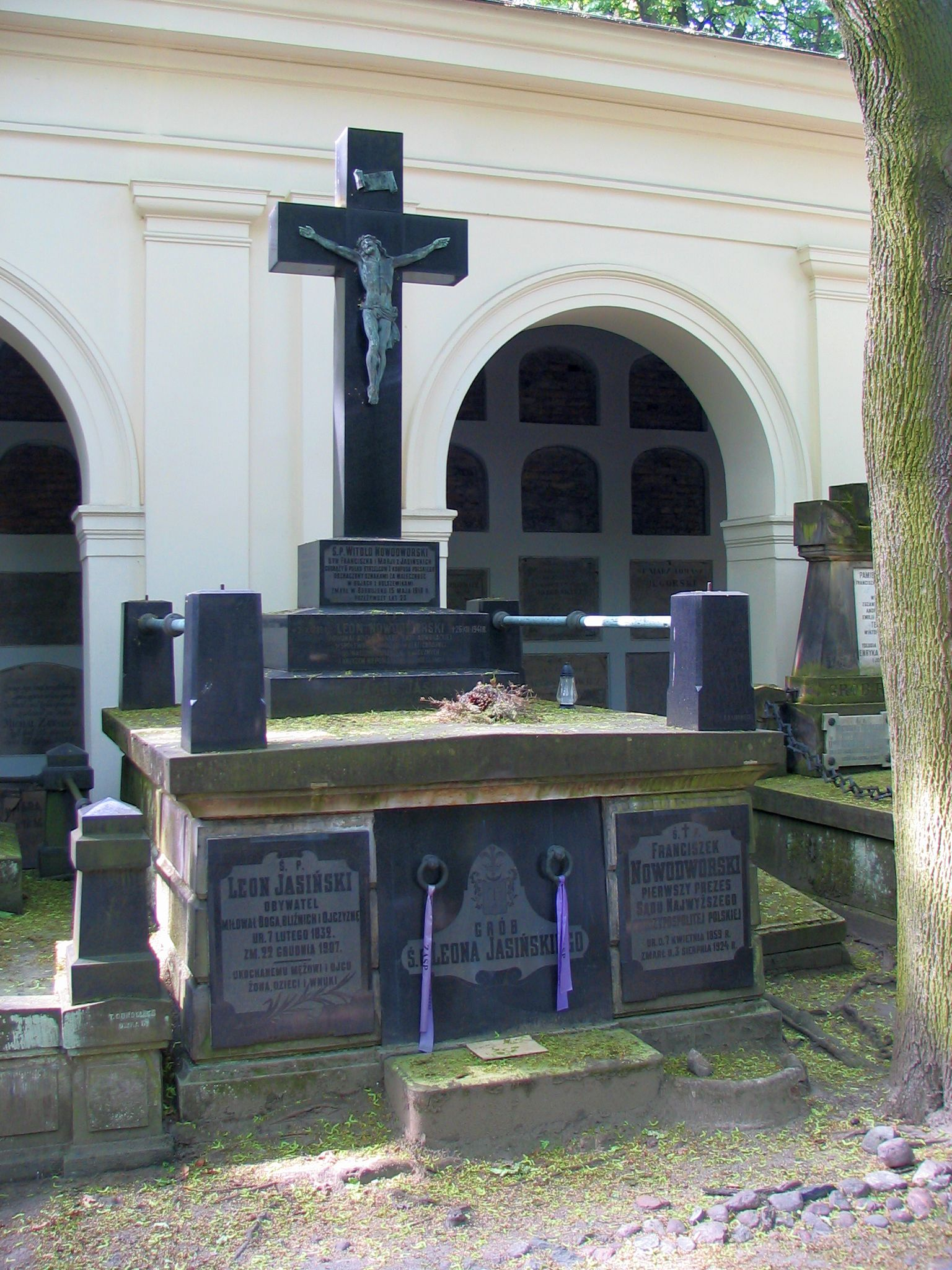
Grób Franciszka Nowodworskiego

Franciszek Nowodworski (ur. 7 kwietnia 1859 w Kalwarii na Suwalszczyźnie, zm. 3 sierpnia 1924 w Sekursku) – adwokat, sędzia, pierwszy prezes Sądu Najwyższego i prezes Trybunału Stanu w latach 1922–1924, polityk, publicysta i działacz społeczny.

## Życiorys
Był synem Józefa Nowodworskiego, podpisarza w sądzie w Kalwarii, a następnie sędziego w Płocku. Jego dziadek Franciszek Nowodworski był prezydentem Włocławka. Ukończył gimnazjum w Płocku. Następnie studiował prawo na Cesarskim Uniwersytecie Warszawskim, studia ukończył w 1880, zaś w 1884 uzyskał tytuł kandydata praw, ukończył także aplikację sądową, jednak ze względu na trudność w dostępie do zawodu sędziego dla Polaków na terenie Królestwa Polskiego wstąpił w szeregi adwokatury i w 1885 został adwokatem przysięgłym w Warszawie. W tym samym roku, wraz z innymi adwokatami, został wyznaczony do obrony działaczy I Proletariatu, między innymi Ludwika Waryńskiego.
Nowodworski był wybitnym obrońcą w sprawach karnych, specjalizował się w obronie politycznej, na przykład w sprawach o opór władzy, obrazę funkcjonariuszy publicznych, w sprawach z zakresu prawa prasowego, zasłynął także obroną osób oskarżanych o zamiar wprowadzenia języka polskiego do instytucji publicznych.
Jako adwokat cechował się wyjątkowym zaangażowaniem w prowadzone sprawy. Podczas procesu działaczy Narodowego Związku Robotniczego w 1913 ciężko chorował i na posiedzenie sądu został wniesiony na noszach, zaś mowę obrończą wygłosił, klęcząc na ławie adwokackiej.
Od czasów studenckich był sprawozdawcą sądowym Kuriera Warszawskiego, a w latach 1897–1899 kierował tą gazetą.
Po odnalezieniu w jego mieszkaniu tajnych dokumentów został aresztowany i osadzony w X Pawilonie Cytadeli, a kilka miesięcy później skazany na trzy lata osiedlenia się w Odessie. Niski wymiar kary uzyskał dzięki wpływowym przyjaciołom i swojej wysokiej pozycji zawodowej. Ze względu na zły stan zdrowia karę zmniejszono mu do dwóch lat. Do Królestwa powrócił po jej odbyciu, jednak dopiero w maju 1903, po zniesieniu zakazu zamieszkania, osiedlił się i ponownie rozpoczął praktykę adwokacką w Warszawie.
Od 1906 był posłem do I i II Dumy Państwowej, z ramienia Stronnictwa Narodowo-Demokratycznego pełnił w niej funkcję sekretarza Koła Polskiego i Komisji Nietykalności Poselskiej, był także członkiem Komisji Parlamentarnej. W II Dumie wraz z Henrykiem Konicem i Janem Steckim opracował projekt nadania autonomii Królestwu Polskiemu. Projekt, wzorowany na autonomii galicyjskiej, przewidywał przywrócenie stanowiska namiestnika, ustanowienie odrębnego, polskiego, sejmu, skarbu i sądownictwa. W skład rosyjskiego rządu miał wejść minister do spraw polskich. Tak daleko idąca propozycja była nie do przyjęcia dla władców Rosji, toteż podpisany przez 46 posłów polskich 19 kwietnia 1907, a złożony przewodniczącemu Dumy Fiodorowi Gołowinowi 23 kwietnia 1907 projekt nie doczekał się realizacji.
Przed I wojną światową czynnie uczestniczył w działalności społecznej, udzielał się w Towarzystwie Zachęty Sztuk Pięknych, Polskim Towarzystwie Higienicznym, Polskiej Macierzy Szkolnej i innych.
W 1914 jeden z przewodniczących ogólnego Zjazdu Adwokatury Polskiej we Lwowie. W odpowiedzi na deklarację wodza naczelnego wojsk rosyjskich wielkiego księcia Mikołaja Mikołajewicza Romanowa z 14 sierpnia 1914 roku, podpisał telegram dziękczynny, głoszący m.in., że krew synów Polski, przelana łącznie z krwią synów Rosyi w walce ze wspólnym wrogiem, stanie się największą rękojmią nowego życia w pokoju i przyjaźni dwóch narodów słowiańskich.
Po wybuchu I wojny światowej został członkiem Komitetu Obywatelskiego Miasta Warszawy, Centralnego Komitetu Obywatelskiego w Warszawie i Komitetu Narodowego Polskiego. Po ewakuacji rosyjskich zaborców z Warszawy w sierpniu 1915 Nowodworski podążył za nimi do Piotrogrodu, gdzie zaangażował się w organizację pomocy dla polskich uchodźców. Był członkiem Centralnego Komitetu Obywatelskiego Królestwa Polskiego w Rosji w 1915 roku. Po wybuchu rewolucji lutowej został prezesem piotrogrodzkiego Polskiego Klubu Narodowego. W lipcu 1917 roku został członkiem Rady Polskiej Zjednoczenia Międzypartyjnego w Moskwie.
W 1918 zrezygnował z kariery adwokackiej oraz politycznej i 1 października został mianowany prezesem Izby Karnej Sądu Najwyższego.
Od 1919 był członkiem Komisji Kodyfikacyjnej RP i przewodniczył jej Wydziałowi Prawa Karnego, pełnił również funkcję wiceprezesa Wydziału Postępowania Karnego.
1 marca 1922 został mianowany pierwszym prezesem Sądu Najwyższego, z racji sprawowania tego urzędu piastował także funkcję prezesa Trybunału Stanu.
W tym czasie zajmował też stanowisko prezesa Polskiego Towarzystwa Ustawodawstwa Kryminalnego i przewodniczył komitetowi redakcyjnemu „Przeglądu polskiego ustawodawstwa cywilnego i kryminalnego”. Był również członkiem honorowym Institut Belge de Droit Comparé, a w 1924, tuż przed śmiercią, wybrano go na wiceprezesa Międzynarodowego Stowarzyszenia Prawa Karnego w Paryżu.
Franciszek Nowodworski zmarł w wyniku zawału serca i 7 sierpnia 1924 pochowano go na cmentarzu Powązkowskim (pod katakumbami, grób 73/74).
W 1929 powołano Fundację jego imienia, której celem był rozwój nauk prawnych, a w szczególności dbałość o czystość prawnego i prawniczego języka polskiego.

## Ordery i odznaczenia
- Krzyż Komandorski z Gwiazdą Orderu Odrodzenia Polski (2 maja 1922)[7][8]